# Conditorei Kreutzkamm
Die Conditorei Kreutzkamm ist eine Konditorei in Deutschland, die 1825 in Dresden eröffnet wurde. Dort bestand sie bis zum Ende des Zweiten Weltkriegs. Seit 1950 ist sie in München ansässig. Im Jahr 1991 kehrte die Conditorei Kreutzkamm mit einem Café wieder an den Dresdner Altmarkt zurück. Das Familienunternehmen wird in fünfter Generation geführt.

## Geschichte

### Gründung 1825 und Dresdner Zeit bis 1945

#### Frühe Jahre auf der Moritzstraße

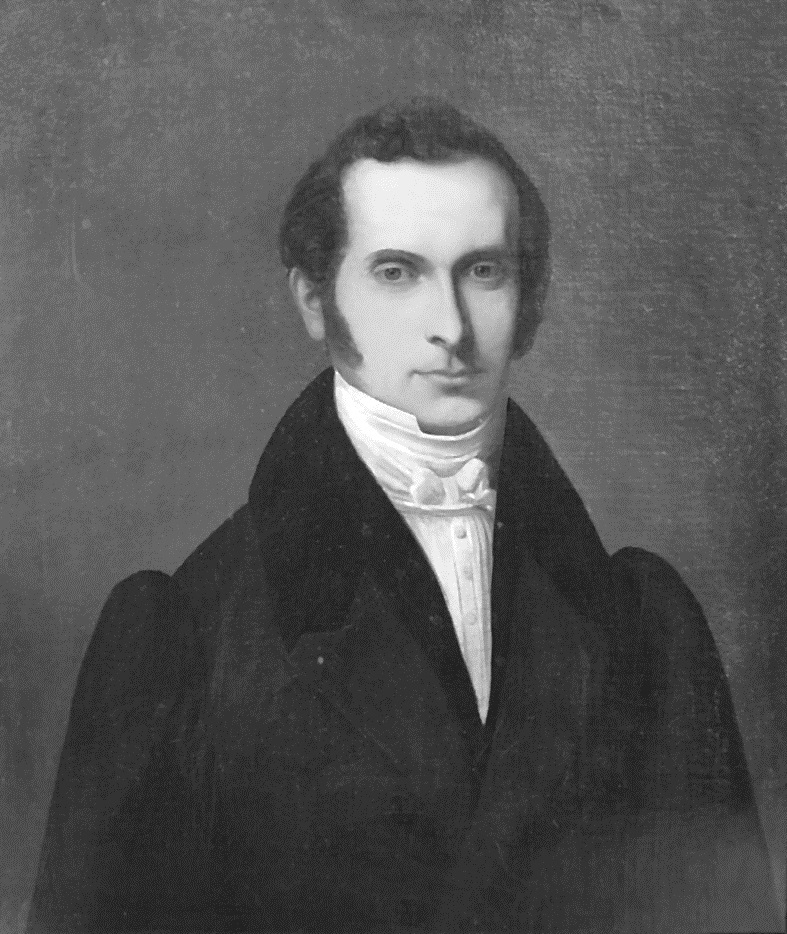
Gründer Heinrich Jeremias Kreutzkamm

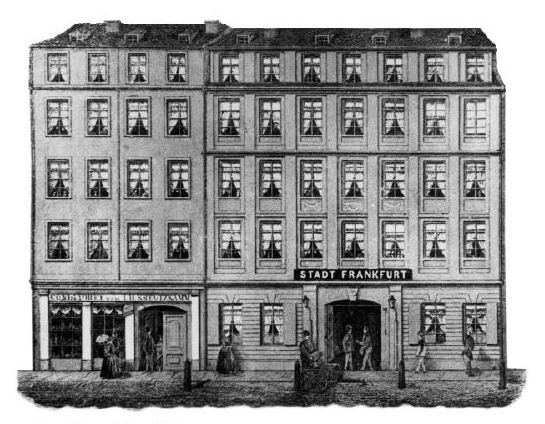
EG links Conditorei Kreutzkamm, Moritzstraße 7

Der Gründer der Conditorei Kreutzkamm, Heinrich Jeremias Kreutzkamm (1799–1850), wurde in Quedlinburg geboren und absolvierte eine Ausbildung zum Brot- und Feinbäcker. Im Alter von 25 Jahren kam er nach Dresden, wo er am 16. März 1825 um Erteilung des Bürgerrechts mit einer Konzession zum Betrieb eines Konditorei-Geschäfts bat, die er am 30. September 1825 erhielt. Am 17. Oktober 1825 gab er in den Dresdner Anzeigen die Eröffnung seines Konditorei-Geschäftes in der Moritzstraße 751 unweit des Dresdner Neumarkts bekannt. Angeboten wurden in den ersten Jahren unter anderem „französische Bonbons, so wie auch das beliebte Weihnachts-Confect und weiße Nürnberger Lebkuchen“. Spätere Anzeigen für sein Gewölbe in der Moritzstraße 762 gegenüber der Konditorei warben für „Gefrorenes jeder Art“ sowie zur Weihnachtszeit für „Confect zum Verschönern der Christbäume“ und eingeweckte Früchte. Neben der Konditorei führte Kreutzkamm ab 1838 kurzzeitig eine „Restauration im Bahnhofe“ der neuen Leipzig-Dresdner Eisenbahn-Compagnie. Das Eisenbahnlokal entwickelte sich jedoch nicht nach seinen Vorstellungen, zumal in der Bevölkerung Befürchtungen aufkamen, dass Kreutzkamm durch den Parallelbetrieb die Konditorei vernachlässigen könnte.
Um 1839 wurde die Moritzstraße neu nummeriert und das Gebäude erhielt nun die Anschrift Moritzstraße 7 (Katasternummer 209). Bis in die 1840er-Jahre wurde das Geschäft als reine Konditorei betrieben. Heinrich Jeremias Kreutzkamms Gesuch an den Rat der Stadt Dresden, ein Café eröffnen zu dürfen, wurde zunächst „aus Mangel an Bedürfnis“ abgelehnt; erst am 4. Oktober 1848 erhielt er eine Konzession für eine „Restauration mit Conditorei“.
Am 3. Mai 1849 begann der Dresdner Maiaufstand mit Barrikadenkämpfen direkt am Neumarkt. Die Konditorei war gezwungen, den Betrieb zu schließen. Nur die Bäckerei arbeitete auf Befehl des Direktoriums weiter und produzierte Brot und Brötchen. Nach dem Tod von Heinrich Jeremias Kreutzkamm übernahm 1850 sein einziger Sohn Heinrich Julius Kreutzkamm (1826–1914) die Konditorei. Unter seiner Leitung wurden das Haus und die Konditoreiwaren stadtbekannt. Besonders zur Weihnachtszeit zog die Conditorei Kreutzkamm mit ihrer „Ausstellung“ von Weihnachtskonfekt Besucher an und wurde in einem Atemzug mit Ausstellungen von Jordan & Timaeus und Petzold & Aulhorn genannt. Geworben wurde unter anderem für „Marzipan, franz. Bonbons und Bonbonnièren“.

#### Aufstieg zum Hofkonditor und Stammhaus am Altmarkt
Im April 1867 wurde Heinrich Julius Kreutzkamm zum Hofkonditor von Kronprinz Albert von Sachsen und Prinz Georg, Herzog zu Sachsen ernannt. Im Dezember 1873 folgte die Ernennung zum „Königlichen Hofkonditor“ durch König Albert von Sachsen.
Heinrich Julius Kreutzkamm hatte mehrfach versucht, einen neuen Standort für Café und Konditorei in besserer Lage zu finden. Der Umzug in das ehemalige Wachthaus am Wilsdruffer Platz 871 (Postplatz) im Jahr 1850 mit Eröffnung des Café de Paris führte trotz belebterer Lage zu keiner zufriedenstellenden Absatzsteigerung; bereits Ostern 1852 hatte das Café mit Robert Pflaumer, unter anderem Betreiber des Polnischen Brauhauses, einen neuen Inhaber gefunden. Das Geschäft in der Moritzstraße 7 wurde weitergeführt. Ab Ostern 1872 befand sich die Conditorei Kreutzkamm in der Badergasse 3. Heinrich Julius Kreutzkamm bekam mit Genehmigung des Königs eine günstige Hypothek des Königlichen Rentamtes. So konnte er ein Haus am Dresdner Altmarkt kaufen, das in der zweiten Hälfte des 16. Jahrhunderts errichtet worden war. Für den Neubetrieb ließ er die Räumlichkeiten umbauen und gab im Oktober 1878 die Eröffnung der Konditorei im „vortheilhaftest ausgebauten und comfortabel eingerichteten Parterre des Hauses Altmarkt 23“ (spätere Nr. 14) bekannt. Mit dem Umzug in die Räume am Altmarkt „begann der Aufstieg des Unternehmens“; das Gebäude wurde zum Stammhaus der Betriebes.
Heinrich Julius Kreutzkamm führte das Geschäft bis 1890; im selben Jahr ernannte ihn die Konditoren-Innung Dresden für seine Verdienste um das Konditorei-Handwerk zum Ehrenobermeister. Er übergab die Geschäfte an seinen Sohn Max Kreutzkamm (1855–1926), der das Unternehmen ab 1891 in dritter Generation führte; seine Frau Margarethe, geb. Markert (1871–1948), kümmerte sich um die interne Führung des Betriebes. Die Konditorei, die Arbeits- und Wirtschaftsräume wurden der Zeit entsprechend modernisiert; die Arbeiten übernahm der Dresdner Architekt Carl Gustav Baumgärtel. Unter anderem erhielten die Wände „blaßrothe[n] Seidenstoff […], der sich dem Auge in einzelnen Feldern mit Onix- und Messingumrahmungen präsentirt, während die Geschäfte durchgehends feine Spiegelbekleidung aufweisen. Geschmackvolle Deckenkronen und Wandarme überfluthen den großen Verkaufsraum mit elektrischem Licht.“ Bis Ende 1904 wurde das Café am Altmarkt durch die Hinzunahme des ersten Stocks erweitert, wo ein Salon für bis zu 100 Gäste entstand. Die neuen Räume verfügten neben elektrischem Licht auch über einen Aufzug und eine Zentralheizung. Zeitgenossen lobten die Grundsanierung des Hauses, so sei „hier etwas geschaffen worden, was für die Stadt Dresden eine Zierde bedeutet“, „das Ganze […] atmet Behagen, reichen Komfort, und ruft jene anheimelnde Stimmung hervor, der man sich bei echtem Kaffee und tadellosem Gebäck so gern für eine flüchtige Erholung überläßt.“ Beim Umbau entdeckte Deckenmalereien aus dem 16. Jahrhundert wurden gesichert und durch Max Kreutzkamm 1904 Oskar Seyfferts Museum des Vereins für sächsische Volkskunde als Schenkung überlassen. Zum Zeitpunkt des 75-jährigen Geschäftsjubiläums waren Conditorei und Café Kreutzkamm „weit über Dresdens und Sachsens Grenze hinaus bekannt“.
Auch Max Kreutzkamm wurde zum „Königlichen Hoflieferanten“ ernannt – 1891 von König Albert und Prinz Georg, 1906 von König Alberts Witwe Carola von Sachsen, 1916 von Prinz Johann Georg und von König Friedrich August III. – und wurde Ehrenobermeister der Konditoren-Innung Dresden. Max Kreutzkamm gehörte 1875 zu den Initiatoren der Dresdner Hütte im Stubaital, in der sich seit den 1960er-Jahren auch eine „Kreutzkamm-Stube“ befindet.
Der Erste Weltkrieg und die daraus resultierenden wirtschaftlichen Engpässe stellten auch die Conditorei Kreutzkamm vor große Herausforderungen, unter anderem, da zahlreiche Mitarbeiter zum Kriegsdienst einberufen wurden. Zudem führte akuter Rohstoffmangel dazu, dass viele Zutaten durch „Ersatzstoffe“ ersetzt werden mussten, zum Beispiel Bohnenkaffee durch Kaffee-Ersatz und Zucker durch Saccharin. Im Oktober 1925 beging die Conditorei Kreutzkamm ihr hundertjähriges Geschäftsjubiläum. Zu dieser Zeit nahm sie laut Zeitgenossen „einen führenden Platz unter den Konditoreien [Deutschlands]“ ein.
Fritz Kreutzkamm (1902–1981) absolvierte in Erfurt seine Ausbildung zum Konditor und kam nach bestandener Gesellenprüfung nach Dresden zurück, wo er 1926 nach dem Tod seines Vaters Max Kreutzkamm gemeinsam mit seiner Mutter Margarethe das Unternehmen übernahm. Während der Weltwirtschaftskrise Ende der 1920er-Jahre waren der bisherige Verkauf und Versand der Konditorware nicht mehr rentabel. Fritz Kreutzkamm begann daher, Feinkosthäuser wie Dallmayr in München zu beliefern. Innerhalb weniger Jahre hatte sich der neue Zweig des Betriebes mit Spezialisierung auf die Herstellung von Baumkuchen, Pralinen und Marzipan so gut entwickelt, dass das Unternehmen um Herstellungsräume im Nebenhaus am Altmarkt erweitert wurde. Beim Dresdner Opernball war die Conditorei Kreutzkamm in den 1930er-Jahren (u. a. 1937, 1938) mit einem Café in der Semperoper vertreten. Fritz Kreutzkamm legte 1937 seine Meisterprüfung als Konditor ab. Während des Zweiten Weltkriegs wurde er als Soldat eingezogen; Margarethe Kreutzkamm leitete die Conditorei Kreutzkamm bis Kriegsende.
Wie alle Gebäude am Altmarkt wurde auch die Conditorei Kreutzkamm während der Bombardierung Dresdens im Februar 1945 zerstört; mehrere Mitarbeiter kamen dabei ums Leben. Fritz Kreutzkamm, der noch kurz nach dem Bombenangriff das zerstörte Stammhaus besucht hatte, kam am 2. Mai 1945 in amerikanische Kriegsgefangenschaft und war vier Wochen im Internierungslager Regensburg. Am 8. Juni 1945 wurde er entlassen und arbeitete zunächst auf Bauernhöfen, bevor ihn die US-Militärregierung aufgrund seiner Englischkenntnisse einstellte; von Ende 1946 bis Mai 1948 war er Generalmanager des Garmischer Eissportstadions.

### Neubeginn in München
Eine Rückkehr nach Dresden in die Sowjetische Besatzungszone war ausgeschlossen. Ein privater Geldgeber, den Fritz Kreutzkamm noch aus der Vorkriegszeit kannte, unterstützte ihn, so dass er ehemalige Mitarbeiter aus Dresden nach Garmisch holen und so 1949 wieder die ersten Weihnachtsstollen backen konnte. Im Münchner Stadtteil Lehel pachtete er im Sommer 1950 eine Lieferkonditorei, die am 15. September 1950 den Betrieb aufnahm. Neben dem Oktoberfest im Herbst 1950 führten auch die alten Kontakte zu den früher von Kreutzkamm belieferten Feinkostläden zu einem Aufschwung des Betriebs. Anfang 1951 pachtete Fritz Kreutzkamm ein kleines Café in der Münchner Burgstraße, das er im Februar 1951 unter dem Namen Guglhupf eröffnete und bis 1961 betrieb. Neben Klassikern wie der Dresdner Eierschecke nahm das Café auch neue Produkte in den Verkauf, so Käsestangen, die bald in großen Chargen („im Laufe des Sommers … zigtausende von Käsestangen“) auch an das in der Nähe gelegene Hofbräuhaus am Platzl geliefert wurden. Am 15. Oktober 1954 konnte im Arco-Palais in der Münchner Maffeistraße 4 das neue und heutige Stammhaus eröffnet werden; es wurde 1960 um das daneben gelegene Restaurant erweitert. Von 1962 bis 1975 betrieb Fritz Kreutzkamm das vor allem von Studenten frequentierte Café Monopteros in der Königinstraße am Englischen Garten.
Da die Räumlichkeiten in der Maffeistraße für den Herstellungsbetrieb schon bald zu klein wurden, erwarb Fritz Kreutzkamm 1960 unweit des Flughafens München-Riem an der heutigen Kastenbauerstraße ein Grundstück, auf dem die Unternehmenszentrale der Conditorei Kreutzkamm entstand, von der aus die Cafés in der Innenstadt beliefert wurden. Sie erhielt im Zuge einer Gesamtrenovierung Anfang der 1990er-Jahre einen fünfstöckigen Neubau, der an den Ursprungsbau anschloss. Im Jahr 1978 wurde das Unternehmen in eine GmbH umgewandelt.
Nach langer schwerer Krankheit starb Fritz Kreutzkamm 1981. Seine Frau Friederike Kreutzkamm (1932–2025) übernahm mit der Unterstützung der Mitarbeiter das Unternehmen und eröffnete 1981 eine kleine Confiserie in der Neuen Maxburg. Im Jahr 2000 zog Kreutzkamm innerhalb der Neuen Maxburg um und eröffnete in der Pacellistraße neben einem Ladengeschäft auch ein Café.

### Entwicklung seit 1989
Nach der Wiedervereinigung Deutschlands brachte Friederike Kreutzkamm die Conditorei Kreutzkamm zurück nach Dresden. Im Gebäude Seestraße 6 am Altmarkt eröffnete sie im Mai 1991 das Café Kreutzkamm. Ursprünglich war geplant, ein eigenes Kaffeehaus am Altmarkt, Ecke Seestraße, und damit am Standort der alten Conditorei Kreutzkamm zu erbauen, wozu es jedoch unter anderem aus wirtschaftlichen Gründen nicht kam. Das Grundstück am Altmarkt, Ecke Seestraße, gehörte der Familie Kreutzkamm, die es in den 1870er-Jahren erworben hatte. Der Restitutionsantrag wurde nach der Wende über viele Jahre nicht entschieden und die Stadt verkaufte das Grundstück bereits 1996 „auf der Grundlage eines Investitionsvorrangbescheids aus dem Jahre 1993“ an einen Investor; eine Erbengemeinschaft der Familie Kreutzkamm erhielt einige Jahre später den Verkaufspreis ausbezahlt.

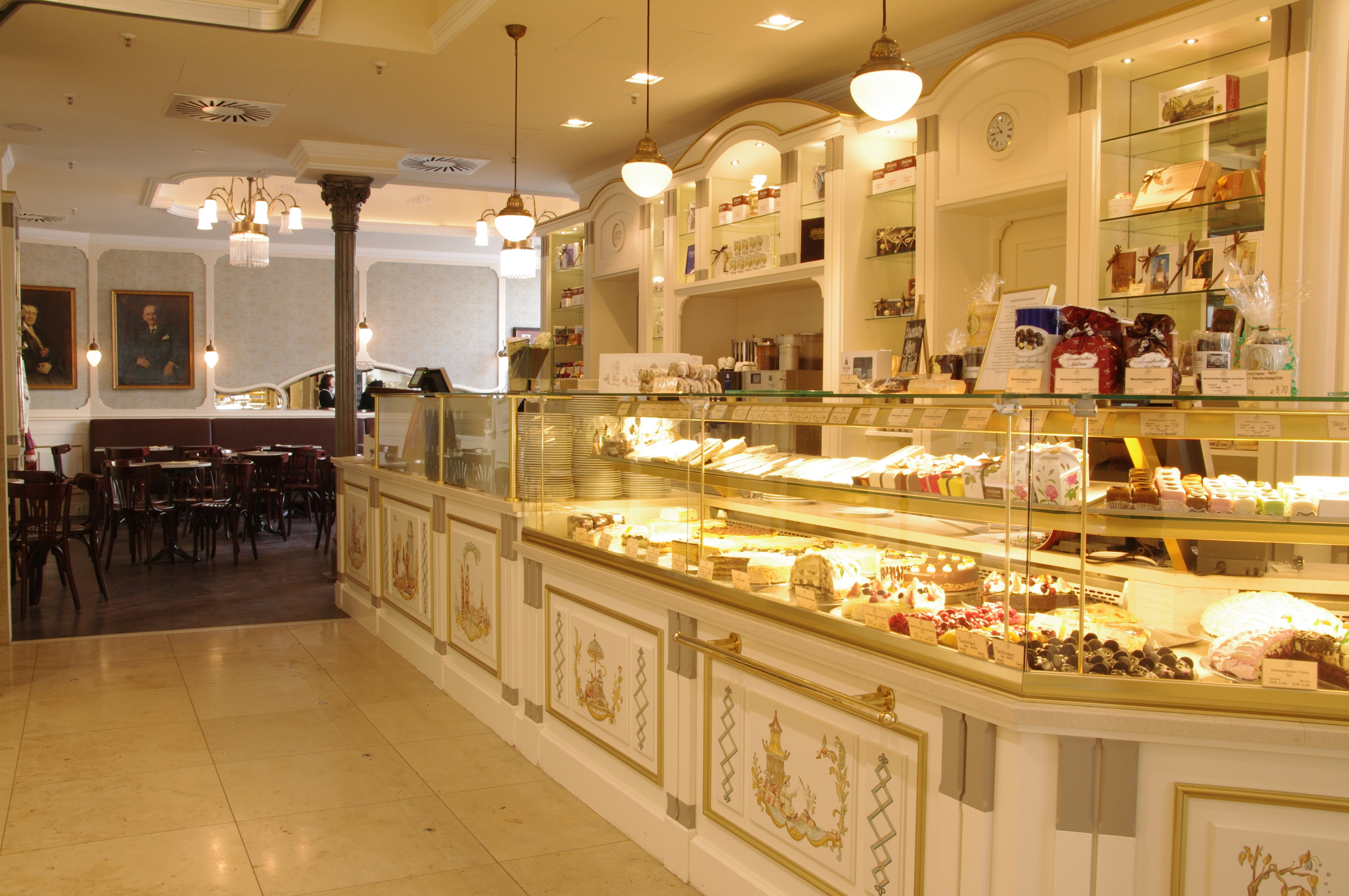
Café Kreutzkamm im Stil der 1920er-Jahre am Altmarkt in Dresden

Im März 2011 zog das Café von der Seestraße in den Erweiterungsbau der Altmarkt-Galerie. Das Café am Altmarkt 25 befindet sich dort überwiegend auf der Fläche des denkmalgeschützten ehemaligen Centrum-Warenhauses, das in den Erweiterungsbau einbezogen wurde, wobei die Fensterseite an der Wilsdruffer Straße liegt. Das neue Café entstand im Stil der 1920er-Jahre und in enger Anlehnung an das Interieur des Hauses am Altmarkt 14.
Friederike Kreutzkamm ließ das Dresdner Café zunächst vom Striesener Backhaus beliefern. Im Herbst 1993 pachtete Friederike Kreutzkamms Tochter Elisabeth Kreutzkamm-Aumüller (* 1967) die verschuldete Bäckerei. Sie übernahm den Großteil der Mitarbeiter und schloss drei der fünf Verkaufsstellen. In dieser Zeit wurden 70.000 Stollen pro Jahr gebacken. Im Jahr 1995 erwarb sie die Bäckerei endgültig, die seit 1997 den Namen Dresdner Backhaus trägt.
Friederike Kreutzkamm eröffnete 2010 ein Konditorei-Café in der Hauptstraße 45 in Tegernsee, der erste Kreutzkamm-Standort außerhalb von Dresden und München. Das Café bestand bis 2020. Verändertes Konsumverhalten und steigende Mietpreise führten dazu, dass die Münchner Filiale in der Maffeistraße 2010 deutlich verkleinert werden musste. Im Jahr 2019 erfolgte der Umbau der Filiale im Stil der 1920er-Jahre. Friederike Kreutzkamm führte die Conditorei Kreutzkamm bis Ende 2018; sie übergab die Unternehmensleitung an Elisabeth Kreutzkamm-Aumüller, die die Conditorei Kreutzkamm seither in fünfter Generation führt.
Aus Anlass des 200-jährigen Bestehens des Unternehmens veröffentlichte Elisabeth Kreutzkamm-Aumüller Ende 2024 das Original Kreutzkamm Backbuch. Im Jahr 2025 hat die Conditorei Kreutzkamm neben der Unternehmenszentrale in München drei Filialen; das Dresdner Backhaus hat sechs Filialen. Kreutzkamm ist das älteste noch inhabergeführte Unternehmen in der Landeshauptstadt Dresden und eine der ältesten Konditoreien Deutschlands in Familienbesitz.

## Produkte

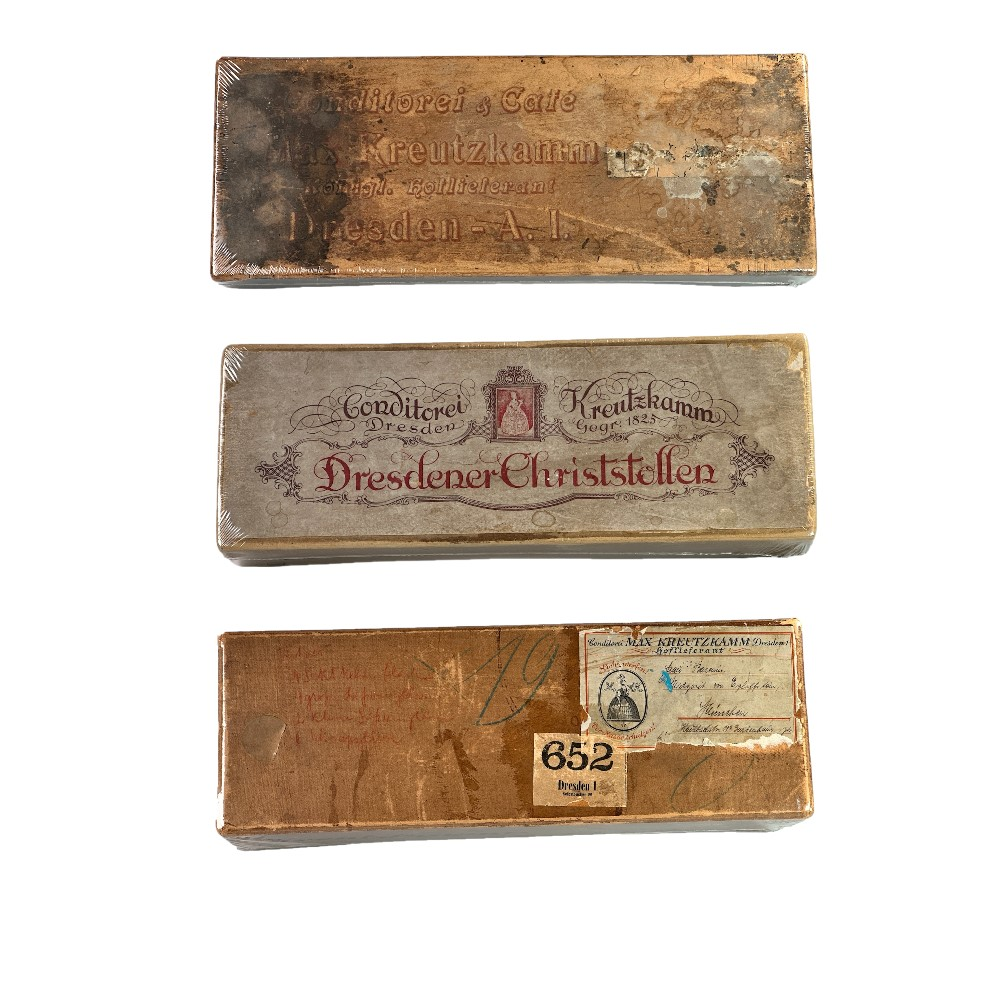
Versandkartons der Conditorei Kreutzkamm, vor 1945

Eines der Kernprodukte und Markenzeichen der Conditorei Kreutzkamm ist der Dresdner Christstollen, den die Konditorei seit 1970 unter dem Namen Kreutzkamm-Christstollen vertreibt. Ursprünglich nur in Dresden erhältlich, wurde der Dresdner Christstollen durch Kreutzkamm später innerhalb Deutschlands und ab Ende des 19. Jahrhunderts auch ins Ausland, darunter in tropische Länder und die USA verschickt, und trug so zu dessen Bekanntheit bei. Im Angebot befanden sich verschiedene Stollensorten, so zählt eine Anzeige Kreutzkamms im Berliner Tageblatt 1906 „Sultania-Rosinen-, Mandel- und Mohnstollen“ zum Versand auf; wenig später wurde auch Nussstollen angeboten. Zu den bekanntesten internationalen Kunden gehörte Walt Disney, der Kreutzkamm-Stollen in den 1950er-Jahren an Familienmitglieder und Mitarbeiter verschenkte. Um 2000 verkaufte die Conditorei Kreutzkamm zu Weihnachten rund 100 Tonnen Stollen in über 50 Länder. Im Jahr 2024 verarbeitete der Betrieb rund 30 Tonnen Stollenteig. Neben Einzelkunden werden auch Delikatess- und Feinkostgeschäfte beliefert. Das Dresdner Backhaus verschickt jährlich rund 15.000 Stollen, die als regional hergestelltes Produkt das Stollensiegel des Schutzverbandes Dresdner Christstollen tragen.
Neben dem Weihnachtsstollen gilt auch der Baumkuchen als Kernprodukt der Conditorei Kreutzkamm, der seit Mitte des 19. Jahrhunderts hergestellt wird und für den schon um 1900 in Anzeigen unter anderem in Berliner Zeitungen geworben wurde. Die US-amerikanische Restaurantkritikerin Mimi Sheraton besuchte 1964 auf ihren Reisen durch Europa die Conditorei Kreutzkamm, um sich über die Herstellung von Baumkuchen zu informieren, und empfahl die Conditorei in mehreren Werken unter anderem als Anbieter von Baumkuchen. Der Feinschmecker bezeichnete Kreutzkamms Baumkuchen 2023 als „Deutschlands beste Baumkuchen“. Durchschnittlich stellt die Conditorei Kreutzkamm pro Jahr 20 Tonnen Baumkuchen (rund 45.000 Stück) her.
Zur Faschingszeit war die Conditorei Kreutzkamm in der zweiten Hälfte des 19. Jahrhunderts auch für ihre Pfannkuchen bekannt, deren Verkaufsbeginn zu Jahresanfang aktiv mit Anzeigen angekündigt wurde. Am Faschingsdienstag 1883 verkaufte die Conditorei rund 10.000 Pfannkuchen und war damit neben Hofmundbäcker Gustav Adolph Adam die Dresdner Konditorei mit dem größten direkten Pfannkuchenabsatz an einem Tag.
In der Gegenwart gehören etwa 800 Artikel zum Sortiment, darunter Kuchen und Torten, Tee- und Käsegebäck sowie Pralinen und Nougat. Alle Produkte werden in Handarbeit hergestellt.

## Die Conditorei Kreutzkamm in Kunst und Kultur
Während seiner Reisen war Heinrich Heine Gast in der Conditorei Kreutzkamm und schrieb in sein Reisetagebuch, dass er sich „bei Kreutzkamm von den unangenehmen Dingen, die er in Dresden gefunden habe, wirklich erholt habe“.
Den aus Dresden stammenden Schriftsteller Erich Kästner und Fritz Kreutzkamm verband eine lebenslange Freundschaft; beide hatten in Dresden das König-Georg-Gymnasium besucht. Kästner nannte in seinem Buch Das fliegende Klassenzimmer einen der Hauptprotagonisten Rudi Kreuzkamm, was als Hommage an Fritz Kreutzkamm gilt. In einer Reportage, die Kästner 1946 nach dem Besuch des zerstörten Dresden in der Neuen Zeitung veröffentlichte, schrieb er unter anderem: „Ich lief einen Tag lang kreuz und quer durch die Stadt, hinter meinen Erinnerungen her. Die Schule ausgebrannt […] Die Oper? Der Europäische Hof? Das Alberttheater? Kreutzkamm mit den duftenden Weihnachtsstollen? […] Vorbei. Vorbei.“ In München war Kästner ein oft gesehener Gast im Café Kreutzkamm. Kästner („Eierschecke heißt eine sächsische Kuchensorte, die zum Schaden der Menschheit auf dem restlichen Globus unbekannt geblieben ist.“) vermisste während seiner frühen Jahre in München die Dresdner Eierschecke, für die auch keine Rezepte vorlagen, „bis Kreutzkamm die Eierschecke in München einführte und populär machte“.
Roman Herzog schrieb in seinen Erinnerungen Jahre der Politik, dass er während seiner Assistentenzeit an der Münchener Universität mit seinen Kollegen „öfter im Englischen Garten oder im Café Kreutzkamm“ saß als am Schreibtisch. Carlo Levi besuchte auf seiner Reise durch die Bundesrepublik 1958 auch das Café Kreutzkamm in München und schreibt in seinen ein Jahr später erschienenen Reiseerinnerungen Die doppelte Nacht. Eine Deutschlandreise im Jahr 1958 vom „berühmten Schaufenster von Kreutzkamm, der alten Konditorei aus Dresden, […] in dem Baumkuchen in den Himmel [ragen].“
Das Dresdner Café Kreutzkamm spielt unter anderem in mehreren Kriminalromanen von Symone Hengy eine Rolle. In verschiedenen Romanen ist das Café Kreutzkamm Treffpunkt oder Schauplatz, unter anderem in
- Elisabeth Graf-Riemann: Dallmayr – Der Traum vom schönen Leben (Kreutzkamm, München)
- Gretel Mayer: Meritatons Fuß (Erzählung; Kreutzkamm, München)
- Hans von Rotenhan: Allsberg 1985 – Der Duft der Veränderung (Kreutzkamm, München)
- Jörg Steinleitner: Hirschkuss: Ein Fall für Anne Loop (Seeufersteg am Café Kreutzkamm, Tegernsee)
- Moses Wolff: Monaco Infernale (Kreutzkamm, Dresden und München)

## Publikationen
- Fritz Kreutzkamm, Backwaren, München: Die Chronik des Hauses Kreutzkamm. Nacherzählt von Fritz Kreutzkamm. Zum 150jährigen Jubiläum. 1825–1975. München 1975, 48 S.[92]
- Elisabeth Kreutzkamm-Aumüller (Hrsg.), Martin Fraas (Verfasser): Das Original Kreutzkamm Backbuch. Callwey, München 2024.